# Lieu-Saint-Amand
Lieu-Saint-Amand ist eine französische Gemeinde im Département Nord in der Region Hauts-de-France. Sie gehört zum Kanton Denain im Arrondissement Valenciennes. Die Bewohner nennen sich Lieu Saint-Amandinois.

## Geografie
Die Gemeinde Lieu-Saint-Amand liegt am Südrand des Nordfranzösischen Kohlereviers, 14 Kilometer nordöstlich von Cambrai. Im Westen reicht das Gemeindegebiet bis auf 50 Meter an die Schelde heran. Lieu-Saint-Amand grenzt im Norden an Neuville-sur-Escaut, im Osten an Noyelles-sur-Selle, im Südosten an Avesnes-le-Sec, im Südwesten an Hordain und im Nordwesten an Bouchain.

## Bevölkerungsentwicklung
| Jahr                       | 1962 | 1968 | 1975 | 1982 | 1990 | 1999 | 2010 | 2020 |
| Einwohner                  | 1137 | 1128 | 1067 | 1172 | 1265 | 1247 | 1260 | 1465 |
| Quellen: Cassini und INSEE |      |      |      |      |      |      |      |      |

## Wirtschaft
Auf dem Gebiet von Lieu-Saint-Amand und der Nachbargemeinde Hordain befindet sich eine Produktionsstätte der Société Européenne de Véhicules Légers / Stellantis für Automobile mit rund 4500 Beschäftigten.

## Sehenswürdigkeiten

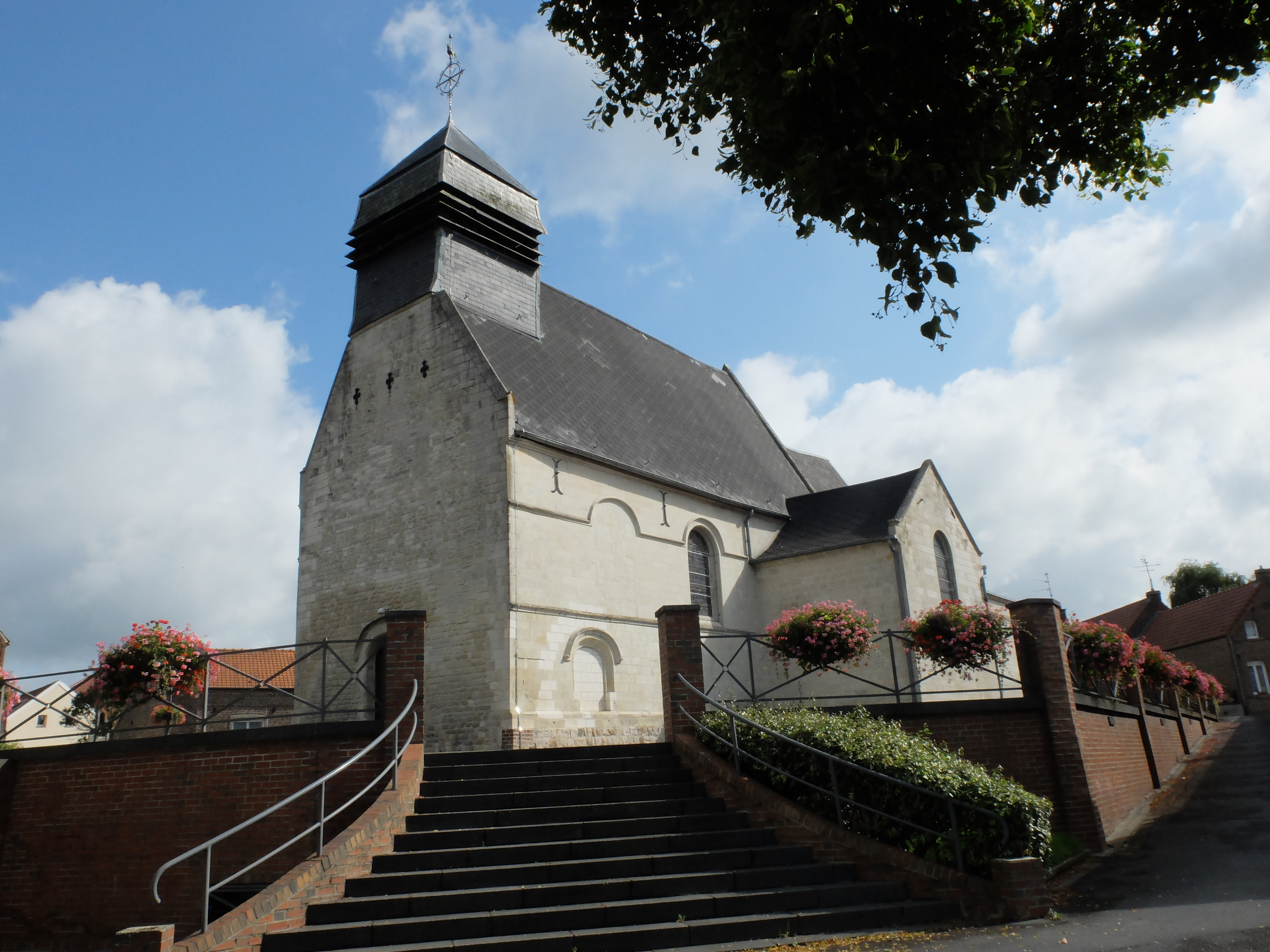
Kirche Saint-Martin
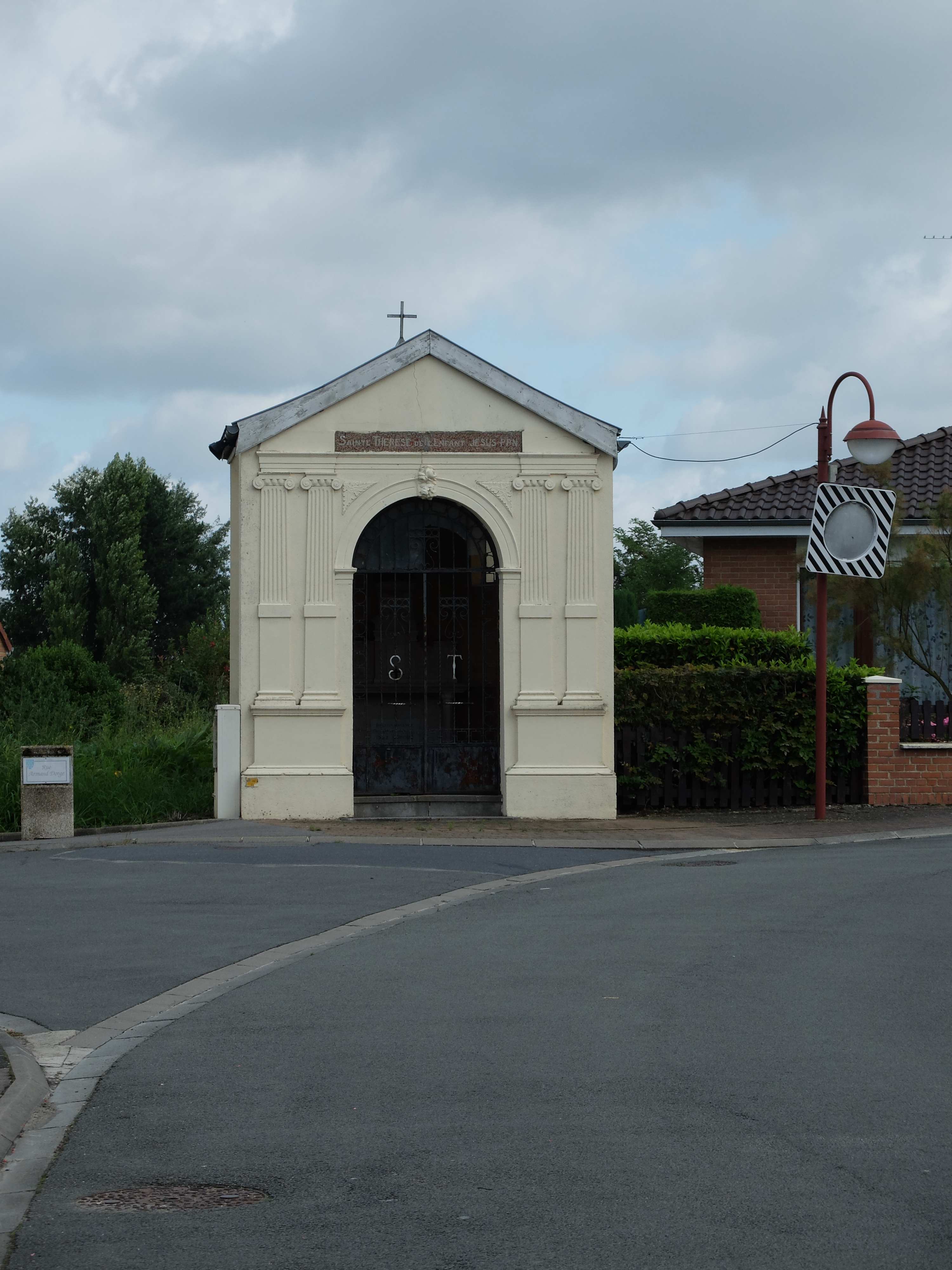
Eines der drei Oratorien im Ort
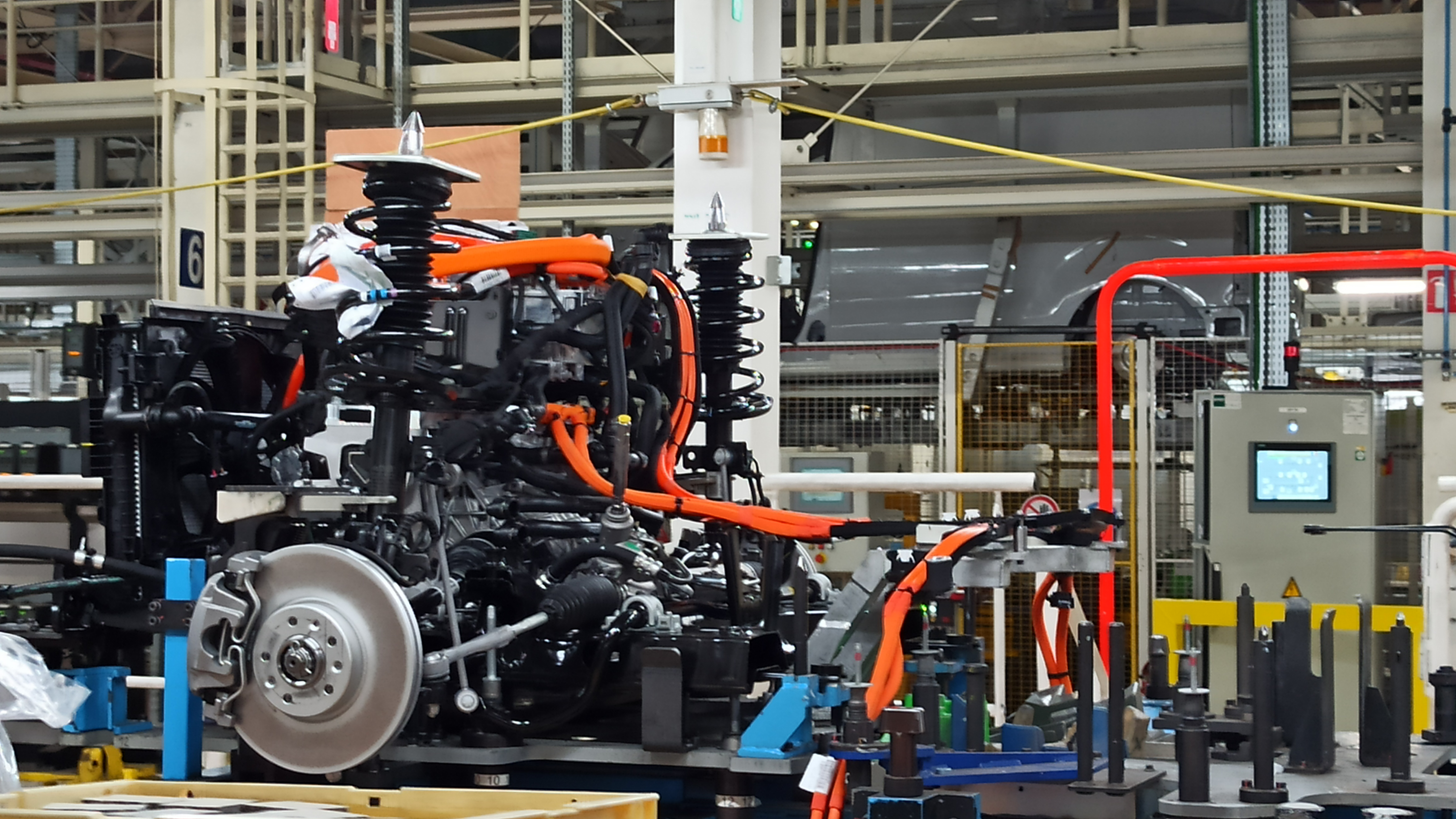
In der Montagehalle des Stellantis-Werkes

- Kirche Saint-Martin
- Eines der drei Oratorien im Ort
- In der Montagehalle des Stellantis-Werkes